# Лозен (Хасковская область)
Лозен (болг. Лозен) — село в Болгарии. Находится в Хасковской области, входит в общину Любимец. Население составляет 451 человек.

## Политическая ситуация
В местном кметстве Лозен, в состав которого входит Лозен, должность кмета (старосты) исполняет Еленка Желева Атанасова (коалиция в составе 3 партий: Болгарская социалистическая партия (БСП), Политическое движение социал-демократов (ПДСД), политический клуб «Фракия») по результатам выборов правления кметства.
Кмет (мэр) общины Любимец — Янко Борисов Кючуков (коалиция трёх партий: Болгарская социалистическая партия (БСП), Политическое движение социал-демократов, политический клуб «Фракия») по результатам выборов в правление общины.